# Сельское поселение «Село Заречный»
Сельское поселение «Село Заречный» — муниципальное образование в составе Людиновского района Калужской области России.
Центр — село Заречный.

## Население
| 2010  | 2012  | 2013  | 2014  | 2015  | 2016  | 2017  |
| ----- | ----- | ----- | ----- | ----- | ----- | ----- |
| 1525  | ↘1473 | ↘1433 | ↘1385 | ↗1390 | ↘1359 | ↘1349 |
| 2018  | 2019  | 2020  | 2021  |       |       |       |
| ↘1335 | ↘1288 | ↘1282 | ↘875  |       |       |       |

## Состав сельского поселения
| №  | Населённый пункт | Тип населённого пункта       | Население |
| -- | ---------------- | ---------------------------- | --------- |
| 1  | Березовка        | деревня                      | ↗40       |
| 2  | Вербежичи        | деревня                      | ↗297      |
| 3  | Голосиловка      | деревня                      | ↗168      |
| 4  | Еловка           | деревня                      | ↗21       |
| 5  | Заречный         | село, административный центр | ↘416      |
| 6  | Косичино         | железнодорожный разъезд      | ↘5        |
| 7  | Косичино         | село                         | ↘68       |
| 8  | Крынки           | деревня                      | ↘3        |
| 9  | Курганье         | деревня                      | ↗190      |
| 10 | Куява            | деревня                      | ↘75       |
| 11 | Куява            | железнодорожная станция      | ↘80       |
| 12 | Савино           | деревня                      | ↘116      |
| 13 | Слободка         | деревня                      | ↗46       |

Постановлением Правительства Российской Федерации от 6 июля 1999 года новому посёлку присвоено наименование Заречный. В 2004 году статус «посёлок» изменён на статус «село».